# Yorondou
Yorondou (ou Garoudou) est une localité du Cameroun située dans l'arrondissement de Bogo, le département du Diamaré et la région de l’Extrême-Nord.

## Population
En 1975, le village comptait 151 habitants, principalement des Bornoua (ou Kanouri).
Lors du recensement de 2005, on y a dénombré 817 personnes.